# Condado de Mońki
Nota linguística: Não confundir hrabstwo (condado) com powiat (divisão administrativa)..

Condado de Mońki

Condado de Mońki (polaco: powiat moniecki) é um powiat (condado) da Polónia, na voivodia de Podláquia. A sede do condado é a cidade de Mońki. Estende-se por uma área de 1382,39 km², com 43 238 habitantes, segundo os censos de 2005, com uma densidade 31,28 hab/km².

## Divisões admistrativas
O condado possui:
Comunas urbana-rurais: Goniądz, Knyszyn, Mońki
Comunas rurais: Jasionówka, Jaświły, Krypno, Trzcianne
Cidades: Goniądz, Knyszyn, Mońki

## Demografia
População (dados de 30 de Junho de 2005):
|          | Total   | Total | Mulheres | Mulheres | Homens  | Homens |
| -------- | ------- | ----- | -------- | -------- | ------- | ------ |
|          | pessoas | %     | pessoas  | %        | pessoas | %      |
| Total    | 43 238  | 100   | 21 571   | 49,9     | 21 667  | 50,1   |
| Cidades  | 15 265  | 100   | 7959     | 52,1     | 7306    | 47,9   |
| Povoados | 27 973  | 100   | 13 612   | 48,7     | 14 361  | 51,3   |